# Bygdens bästa
Bygdens bästa var ett lokalt politiskt parti som var registrerat för val till kommunfullmäktige i Hörby och Höörs kommuner. Partiet var representerat i Höörs kommunfullmäktige 1973–1985. Partiet var 1979–1985 representerat i Hörby kommunfullmäktige.

## Valresultat

### Hörby kommun
| År   | Röster | % | Mandat  |
| ---- | ------ | - | ------- |
| 1979 | –      | – | 1 av 41 |
| 1982 | –      | – | 1 av 41 |

### Höörs kommun
| År   | Röster | % | Mandat  |
| ---- | ------ | - | ------- |
| 1973 | –      | – | 1 av 41 |
| 1976 | –      | – | 1 av 41 |
| 1979 | –      | – | 2 av 41 |
| 1982 | –      | – | 1 av 41 |
| 1985 | –      | – | 1 av 41 |